# J-pop
J-pop (/ʤeɪ pɔp/) er et udtryk, der refererer til japansk popmusik, der var inspireret af vestlig pop- og rockmusik. Bogstavet J står for ”japansk”. Udtrykket blev dannet i slutningen af 80'erne på radiostation J-WAVE.
Japanske musikbutikker sædvanligvis dele musik i fire hylder: j-pop, enka (traditionel japansk ballade), klassisk musik, Visual kei og J-metal)..
Udtrykket J-POP blev født i 1988, da Hideo Saito, administrerende direktør for J-WAVE, gennemførte et møde med repræsentanter for de japanske pladeselskaber.

## Historie
Moderne J-pop har sine rødder i 1960-ernes musik, fx The Beatles, og erstattede kayōkyoku, en betegnelse for japansk popmusik mellem 1920- og 1980'erne) på den japanske musikscene.
J-popens historie kan spores tilbage til den indflydelse, som de amerikanske soldater i Japan efter 2. verdenskrig introducerede i form af en række nye amerikanske musikstilarter. J-popen har altid ladet sig inspirere af den amerikanske musikindustri, således begyndte i 1956 Rock ’n Roll-tiden. Rocken var som størst 1959, da en film blev lavet med flere store japanske rockikoners medvirken. Imidlertid forsvandt denne genre igen efter, at den mistede betydning i USA. Flere artister forsøgte dog at kombinere rock ’n roll med traditionel japansk pop, nogle af dem, fx Kyu Sakamoto med fremgang, da han med sin Ue wo Muite Arukō, også kaldet Sukiyaki, i 1963 blev den første japaner, som nåede førstepladsen på amerikanske hitlister.
I 1970- og begyndelsen af 1980'erne forandredes musikken fra enkle gitarakkompangementer  til mere komplekse sounds. I stedet for samfundsrelaterede budskaber begyndte sangene i større udstrækning at være traditionelle kærlighedssange. Dette blev kaldt New Music. Takuro Yoshida og Yosui Inoue var to af de mest fremgangsrige artister inden for denne genre.
I 1980'erne udformedes City Pop, som var en slags populærmusik, som var inspireret af storbytemaer. Specielt Tokyo har inspireret mange af disse sange. Skillelinjen mellem City Pop og New Music er flydende og svær at drage, og mange af sangene falder i begge kategorier. Wasei Pop blev hurtigt et udtryk, som beskrev både City Pop og New Music. 
I 1990'erne blev J-pop en fælles betegnelse for det meste af populærmusikken. Det var i dette årti, at flere af den japanske populærmusiks store navne startede deres egentlige karriere. Nogle mainstreamartister, fx Dance Queens och Hikaru Genji, søgte en karriere i USA. Samtidig fik japansk popmusik et afgørende, internationalt gennembrud, ikke mindst fordi J-pop-sange ofte blev anvendt som åbningsmusik i de stadigt mere populære anime-serier, som ligeledes blev populære i udlandet. 

## Eksempler på j-pop-musikere og -grupper
- 9nine
- Ai Otsuka
- AKB48
- Ami Suzuki
- Angela Aki
- Anna Tsuchiya
- Aya Matsūra
- Aya Ueto
- Ayumi Hamasaki
- Berryz Kobo
- Bonnie Pink
- Chara
- Chihiro Onitsuka
- Chitose Hajime
- Crystal Kay
- Cute (°C-ute)
- Candies
- Ellegarden
- Fairies
- Eri Itō
- FictionJunction
- GAM
- Gackt Camui
- Garnet Crow
- Hinoi Team
- Hitomi Shimatani
- Jun Shibata
- Kalafina
- KAT-TUN
- KCO & Globe
- Koda Kumi
- Kotoko
- Kou Shibasaki
- Luna Sea
- Mai Kuraki
- Maki Goto
- Megumi Hayashibara
- Melody
- Mika Nakashima
- Misia
- Momoiro Clover Z
- Morning Musume
- Nana Kitade
- Nami Tamaki
- Namie Amuro
- Olivia Lufkin
- Perfume
- Rina Aiuchi
- Rurutia
- S/mileage
- Salyu
- Se7en
- Shiina Ringo
- Shiritsu Ebisu Chūgaku
- Sound Horizon
- Suara
- Tomiko Van
- Tommy february6
- Utada Hikaru
- Yuna Ito
- Zone
- X Japan